# Иванов, Сергей Александрович (Герой Социалистического Труда)
Серге́й Алекса́ндрович Ивано́в (род. 1931) — советский передовик производства, слесарь-сборщик ленинградского завода «Светлана» Министерства электронной промышленности СССР, Герой Социалистического Труда (1977).

## Биография
Родился 25 августа 1931 года в Ленинградской (ныне Новгородской) области в крестьянской семье. Отец — бывший рабочий Кировского завода, позже председатель колхоза. После семи классов средней школы Сергей уехал в Ленинград, где поступил в ремесленное училище. Окончив его в 1948 году, распределился слесарем на завод им. Карла Маркса.
В 1952—1955 годах служил в Советской Армии.

## Трудовая деятельность
Демобилизовавшись, Сергей Иванов устроился слесарем-сборщиком электронных приборов на завод «Светлана». Со временем он глубоко освоил профессию слесаря механособорочных работ. Участвуя в социалистическом соревновании, он внёс более 30 рационализаторских предложений по модернизации рабочего инструмента и усовершенствованию оснастки на своём рабочем месте. Помимо этого, освоил две смежные профессии. Повысив эффективность труда, выполнил производственные задания VIII и IX пятилеток за 3,5 года.
Трудовые успехи С. А. Иванова были отмечены в 1971 году орденом Октябрьской Революции.

## Высшая награда
Указом Президиума Верховного Совета СССР от 8 июня 1977 года по итогам первых двух лет X пятилетки Сергею Александровичу Иванову за досрочное выполнение государственных планов и личный вклад в развитие электронной промышленности присвоено звание Героя Социалистического Труда с вручением ордена Ленина и золотой медали «Серп и Молот».
В 1978 году С. А. Иванов был избран в бюро Выборгского райкома КПСС. Являлся также членом правления Советского фонда мира.
В марте 1985 года С. А. Иванов, выполнив задания XI пятилетки (1981—1985), обязался в честь XXVII съезда КПСС не только самому добиться высоких результатов в труде, но и вывести в передовики производства двух отслуживших в армии молодых рабочих. Это обязательство он выполнил, а почин С. А. Иванова был поддержан многими «светлановцами».
Проживает в Выборгском районе Петербурга.